# Sinduhtar Džakeli
Dama Sinduhtar Džakeli (Sindoukhtar) bila je velika plemkinja i kraljica Gruzije.
Nije poznato kada je rođena.
Njezin je otac bio Kvarkvar II. Džakeli, knez Samche-Saatabagoa iz dinastije Džakeli. Majka joj je nepoznata.
Sinduhtar se udala za kralja Gruzije Davida IX. Gruzijskog te mu je rodila kćer Gulhan Eudokiju i sina, kralja Bagrata V. Bila je baka cara Aleksija IV. Trapezuntskog.
| Prethodnik: | gruzijska kraljica | Nasljednik:           |
| Ripsime     | gruzijska kraljica | Helena Megala Komnena |